# Heligmonevra himalayana
Heligmonevra himalayana là một loài ruồi trong họ Asilidae. Heligmonevra himalayana được Joseph & Parui miêu tả năm 1987. Loài này phân bố ở miền Ấn Độ - Mã Lai.